# Hygropoda albolimbata
Hygropoda albolimbata là một loài nhện trong họ Pisauridae.
Loài này thuộc chi Hygropoda. Hygropoda albolimbata được Tord Tamerlan Teodor Thorell miêu tả năm 1878.